# Стерпоая
Стерпоая (рум. Sterpoaia) — село у повіті Горж в Румунії. Входить до складу комуни Аніноаса.
Село розташоване на відстані 214 км на захід від Бухареста, 29 км на південний схід від Тиргу-Жіу, 59 км на північний захід від Крайови.

## Населення
За даними перепису населення 2002 року у селі проживали 988 осіб, з них 987 осіб (99,9%) румунів. Рідною мовою 987 осіб (99,9%) назвали румунську.